# Autoroute A199 (France)
L'autoroute A199 était une petite autoroute française de 5 km reliant Noisy-le-Grand à Torcy en Seine-et-Marne. À hauteur de Noisiel, il est possible, en empruntant la RD 499, de rejoindre l'A4 et la N104.
Elle portait auparavant le numéro H3. Depuis 2006, elle porte le numéro RD199 car elle a été déclassée en boulevard urbain.

## Fonction de délestage de l'A4
L'A199 avait pour objectif de délester le tronçon commun entre l'A 4 et la Francilienne (de l'échangeur de Lognes à celui de Collégien), reliant les sections de l'A 104 (vers le nord) et de la RN 104 (vers le sud).

## Projet d'extension
À l'origine, elle devait être raccordée à l'autoroute A104 vers l'est, au niveau du parc de Rentilly (à l'intersection des limites des communes de Torcy, Saint-Thibault-des-Vignes et Collégien). Ce projet n'a toujours pas vu le jour, bien que les ouvrages d'art nécessaires (terrassements et pont) aient été réalisés (mais sont inutilisés).
A l'ouest, elle devait être connectée à l'A3 via l'A103 (courte bifurcation de l'A3), dans le secteur de Villemomble.

## Sorties
- : Noisy-le-Grand par RN 370 et gare RER de Noisy-Champs par RD 370
- : Champs-sur-Marne par RD 75 et RD 217b
- : Val-Maubuée nord, Lognes et Noisiel par RD 10p
- Échangeur entre RD 499 et RD 199 +  : A4 et RN 104 par RD 499
- : Torcy par RD 128